# Дубінне
Дубінне (словац. Dubinné) — село в Словаччині, Бардіївському окрузі Пряшівського краю. Розташоване в північно-східній частині Словаччини. Протікає річка Цернінка.
Вперше згадується у 1327 році.
В селі є римо-католицький костел з 1863 р.

## Населення
| Рік:            | 1994. | 2004.   | 2014.    | 2024.   |
| --------------- | ----- | ------- | -------- | ------- |
| Кількість осіб: | 349   | 328     | 365      | 333     |
| Різниця:        |       | -6,01 % | +11,28 % | -8,76 % |

| Рік:            | 2023. | 2024.   |
| --------------- | ----- | ------- |
| Кількість осіб: | 331   | 333     |
| Різниця:        |       | +0,60 % |

В селі проживає 340 осіб.
Національний склад населення (за даними останнього перепису населення — 2001 року):
- словаки — 98,55 %
- цигани — 0,87 %
- русини — 0,29 %

Склад населення за приналежністю до релігії станом на 2001 рік:
- римо-католики — 97,39 %,
- греко-католики — 2,03 %,
- протестанти — 0,29 %,
- не вважають себе віруючими або не належать до жодної вищезгаданої церкви — 0,29 %